# Музичка школа „др Милоје Милојевић” Крагујевац
Музичка школа „др Милоје Милојевић” Крагујевац је основана 19. августа 1948. године решењем Министарства просвете Србије. Школа носи име Милоја Милојевића, српског композитора, музиколога и музичког критичара.

## Историја
Први директор је био Миливоје Крстић, професор, са завршеном музичком академијом у Београду у класи Јосипа Славенског. Почела је рад са само неколико инструмената, три стручна учитеља, са несигурном материјалном егзистенцијом и честим најавама да ће бити пресељена. Град је 27. јула 1950. године поред основне, добио и Средњу музичку школу. Пресељењем у зграду старе Општине школа добија боље просторне услове за рад, а њихови професори и ученици са војним музичарима, отварају прво послератно концертно доба у граду.
Деценија афирмације и великог успона Музичке школе настаје у периоду од 1962. до 1973. године, када школа седам пута узастопно освајала прва места на Републичким такмичењима и Фестивалима музичких школа и проглашавана најбољом у Србији. 
Након 23 године постојања Музичка школа је добила своју сталну кућу. Она је изграђена 1971. године средствима општине, „Црвене заставе” и Фонда за уређивање грађевинског земљишта.
Педагошки успон настаје и са утемељивањем школе хармонике што ће изузетно допринети да се по звуку тог инструмента, достигнућима професора и њихових талентованих ученика, школа прочује по земљи и свету. Ученици одсека хармонике, донели су школи преко 1000 награда и признања међу којима и прва освојена места на најпрестижнијим европским и светским такмичењима.
Прва опера икада изведена у Крагујевцу одржана је у организацији ове музичке школе у оквиру обележавања 70. година од оснивања. Опера Дидона и Енеј Хенрија Персела  одржана је 16. маја 2018. године у режији познатог српског оперског редитеља Тадије Милетића. Представа је изведена у великој сали Књажевско-српског театра уз учешће више од седамдесет учесника и сарадника.

## Одсеци
Музичка школа „др Милоје Милојевић” у оквиру Основне и Средње музичке школе има укупно 11 одсека:
1. Одсек хармонике
2. Клавирски одсек
3. Гудачки одсек
4. Дувачки одсек
5. Одсек соло певање
6. Одсек гитаре
7. Одсек харфе и тамбуре
8. Одсек традиционалног певања
9. Теоретски одсек
10. Одсек за црквену музику
11. Одсек за дизајн звука